# Doña Bárbara
Doña Bárbara (hiszp. Doña Bárbara) – kolumbijska telenowela z 2008 roku. Wyprodukowana przez wytwórnię Telemundo.
Telenowela została wyemitowana m.in. w Stanach Zjednoczonych przez kanał Telemundo.

## Obsada
- Edith González jako Bárbara Guaimarán
- Christian Meier jako Santos Luzardo Vergel
- Génesis Rodríguez jako Marisela Barquero Guaimarán
- Katie Barberi jako Cecilia Vergel
- Arap Bethke jako Antonio Sandoval
- Paulo Quevedo jako Balbino Paiba
- Roberto Mateos jako Lorenzo Barquero
- Lucho Velasco jako Melquiades el Brujeador
- Lucy Martínez jako Eustaquia
- Andrés Ogilvie-Browne jako Juan Primito
- Raúl Gutiérrez jako Coronel Pernalete
- Ivan Rodríguez jako Melecio Sandoval
- Martha Isabel Bolaños jako Josefa
- Alberto Valdiri jako Mujiqiuita
- Juan Pablo Shuk jako Gonzalo
- Amparo Moreno jako Casilda
- Daniela Tapia jako Gervasia
- Mimi Morales jako Altagracia
- Alejandra Sandoval jako Genoveva
- Pedro Rendón jako Carmelito
- Gary Forero jako León Mondragón
- Roberto Manrique jako Maria Nieves
- Andrés Ogilvie Browne jako Juan Primito
- Paula Barreto jako Luisana Requena
- Bibiana Corrales jako Melezia
- Adriana Silva jako Josefina
- Jimmie Bernal jako William Danger
- Andrés Martínez jako Tigre Mondragón
- Tiberio Cruz jako Pajarote
- Esmeralda Pinzón jako Federica Pernalete
- Gabriel González jako doktor Arias
- Guillermo Villa jako Padre Pernia
- Oscar Salazar jako Mauris Requena
- Felipe Calero
- Naren Daryanani jako Onza Mondragón
- Maritza Rodríguez jako Asunción Vergel de Luzardo
- Marcelo Cézan jako Florencio Reyes „Quitadolores”
- Jencarlos Canela jako Asdrúbal
- Herbert King
- Humberto Arango
- Hernan Méndez
- Hermes Camelo jako El Chepo
- Julio Pachón
- Jaime Correa
- Alejandro Muñoz
- David Noreña
- Enrique Poveda
- Nicolás Votteler
- Nicolás Niño
- Edgar Durane
- Errssell Marca
- Xilone Esperanza: wystąpienie specjalne
- Ulises Luna: wystąpienie specjalne